# Koreański Kościół Chrześcijański w Japonii
Koreański Kościół Chrześcijański w Japonii – chrześcijański związek wyznaniowy działający w Japonii, zaliczany do Kościołów ewangelicko-unijnych. Członek Światowej Rady Kościołów. Liczy ok. 7200 wiernych, w zdecydowanej większości są to zamieszkali w Japonii Koreańczycy i ich potomkowie. W skład Kościoła wchodzi 100 zborów obsługiwanych przez 116 pastorów (dane statystyczne – stan na 1 stycznia 2006).

## Historia
Kościół wywodzi swoje korzenie od wspólnych spotkań modlitewnych koreańskich studentów japońskich uczelni, wywodzących się z różnych nurtów protestantyzmu. Spotkania te zaczęły być organizowane w 1908 roku. W 1912 roku koreańscy prezbiterianie i metodyści zdecydowali o połączeniu swojego duszpasterstwa dla diaspory koreańskiej w Japonii, co dało początek Kościołowi w jego obecnej postaci. W czasie II wojny światowej wierni Kościoła zostali zmuszeni przez władze świeckie do wstąpienia w szeregi Zjednoczonego Kościoła Chrystusa w Japonii, będącego w tym czasie jedynym prawnie usankcjonowanym Kościołem protestanckim w kraju. Już w 1945 Kościół koreański odzyskał swoją niezależność. W 1963 roku został przyjęty do Światowej Rady Kościołów. 